# Adalbold II d'Utrecht
Adalbold II d'Utrecht (né vers 970, mort en 1026) a étudié à Liège et a été clerc de la Chancellerie impériale. Il est fait évêque d’Utrecht en 1010. Il a écrit une vie de l'empereur germanique Henri II.
Adelbold était un disciple de l’évêque Notger au séminaire cathédral de Liège. Il y apprit les mathématiques et l’astronomie puis enseigna lui-même à Liège et à Lobbes. Il était en correspondance avec d'autres érudits comme Hériger de Lobbes et Gerbert d'Aurillac, le futur Sylvestre II. Il était des clercs de la chancellerie de l'empereur Henri II, tout en bénéficiant du statut d’archidiacre de la cathédrale Saint-Lambert de Liège avant de devenir évêque d’Utrecht en 1010.
En tant qu'évêque, il prit fait et cause pour Wichman dans la querelle qui l'opposait à Adèle de Hamaland (nl) et au comte Balderik de Drenthe (nl), qui avaient élevé une réclamation contre la légitimité des possessions de l'évêque. Après la défaite du comte Balderik, Adelbod se vit attribuer en 1024 le comté de Drenthe par l'empereur ; en 1026 il obtint en outre le comté de Teisterbant. Si les prédécesseurs d'Adelbold avaient déjà reçu plusieurs terres lors de successions, Adelbold fut le premier évêque d'Utrecht à bénéficier de droits comtaux, devenant par là-même Prince-évêque, électeur du Saint-Empire romain germanique, et fondateur de la principauté d'Utrecht.
En tant qu'ami d'Henri II et en tant que porte-parole de l'église il s'opposa à la puissance montante des princes laïcs. C'est ainsi qu'il entra en guerre contre le comte Thierry III de Hollande, qui remporta contre lui en 1018 une victoire éclatante à la bataille de Vlaardingen, et négocia les droits seigneuriaux sur les terres bordant la Merwede.
L'évêque est surtout connu comme le maître d'ouvrage de l’église d’Adelbold, phase initiale de la cathédrale d’Utrecht. Cette église fut consacrée en 1023. Il se consacra à l'introduction de la Règle de saint Benoît dans le monastère que son prédécesseur Ansfrid avait fondé au sanctuaire d’Amersfoort. Adelbold fut d'ailleurs inhumé dans la crypte de la chapelle de ce monastère.
Adelbold est désigné comme l'auteur d'un traité musico-philosophique conservé à la Bibliothèque apostolique vaticane où il apparaît sous l'épithète Adalboldi episcopi ultraiectensis epistola cum tractatu de musica instrumentali humanaque ac mundana (cf. bibliographie).
Parmi les autres textes qui lui sont attribués, on compte une biographie de l’empereur Henri II, la Vita Heinrici, et un traité de géométrie consacré au calcul du volume de la sphère : De ratione inveniendi crassitudinem sphæræ.